# Lamberto de Milão
Lamberto (falecido em 19 de junho de 931) foi o arcebispo de Milão desde sua ordenação em 5 de outubro de 921 até seu falecimento. Ele era parente de dois arcebispos anteriores: André da Canziano (falecido em 906) e Garimperto, seu pai e predecessor, que o envolveu na administração da diocese antes de 921.
Lamberto faleceu em 19 de junho de 931 e foi enterrado na Basilica Velha. Ele foi sucedido por Hilduíno, o bispo exilado de Liège, um parente e nomeado por Hugo de Arles.